# Ni pauvre, ni soumis
Ni pauvre, ni soumis est un mouvement français, fondé officiellement le 29 janvier 2008, fédérant des associations autour d'un pacte pour la revalorisation de l'Allocation aux adultes handicapés (AAH). Il a notamment été créé à la suite de l'engagement de Nicolas Sarkozy le 23 mars 2007 durant sa campagne présidentielle d'augmenter l'AAH de 25 % au cours de son mandat, bien que quelques semaines plus tard, le 9 juin 2007, il est annoncé que l'AAH ne serait pas revalorisée au 1er juillet 2007. Son nom est une référence à Ni putes ni soumises.

## Historique
Le 29 mars 2008, une grande marche réunissant entre 16 500 et 30 000 personnes fut organisée à Paris, avec le soutien de 94 associations nationales.
Le collectif qui comprend cent associations entreprend d'autres manifestations au niveau national en mars 2010 alors qu'il n'a obtenu que 1,1 % sur les 25 % promis et que l'AAH est en dessous du seuil de pauvreté, puis en octobre de la même année.

## Revendications
Le collectif revendique un "revenu d'existence" (Allocation aux adultes handicapés), équivalent au SMIC environ, pour que les personnes handicapées ne soient pas condamnées à survivre très en dessous du seuil de pauvreté.